# 哈尔淖日
哈尔淖日是位于中国内蒙古自治区呼伦贝尔市新巴尔虎左旗巴音诺尔苏木的一个湖泊。其位置约在东经118°40′，北纬48°21′。湖面海拔674米，面积达2平方公里。该湖为咸水湖。哈尔淖日在蒙古语中的意思是黑湖。